# Onthophagus hamaticornis
Onthophagus hamaticornis là một loài bọ cánh cứng trong họ Bọ hung (Scarabaeidae).